# Ministeri de Salut de Lituània

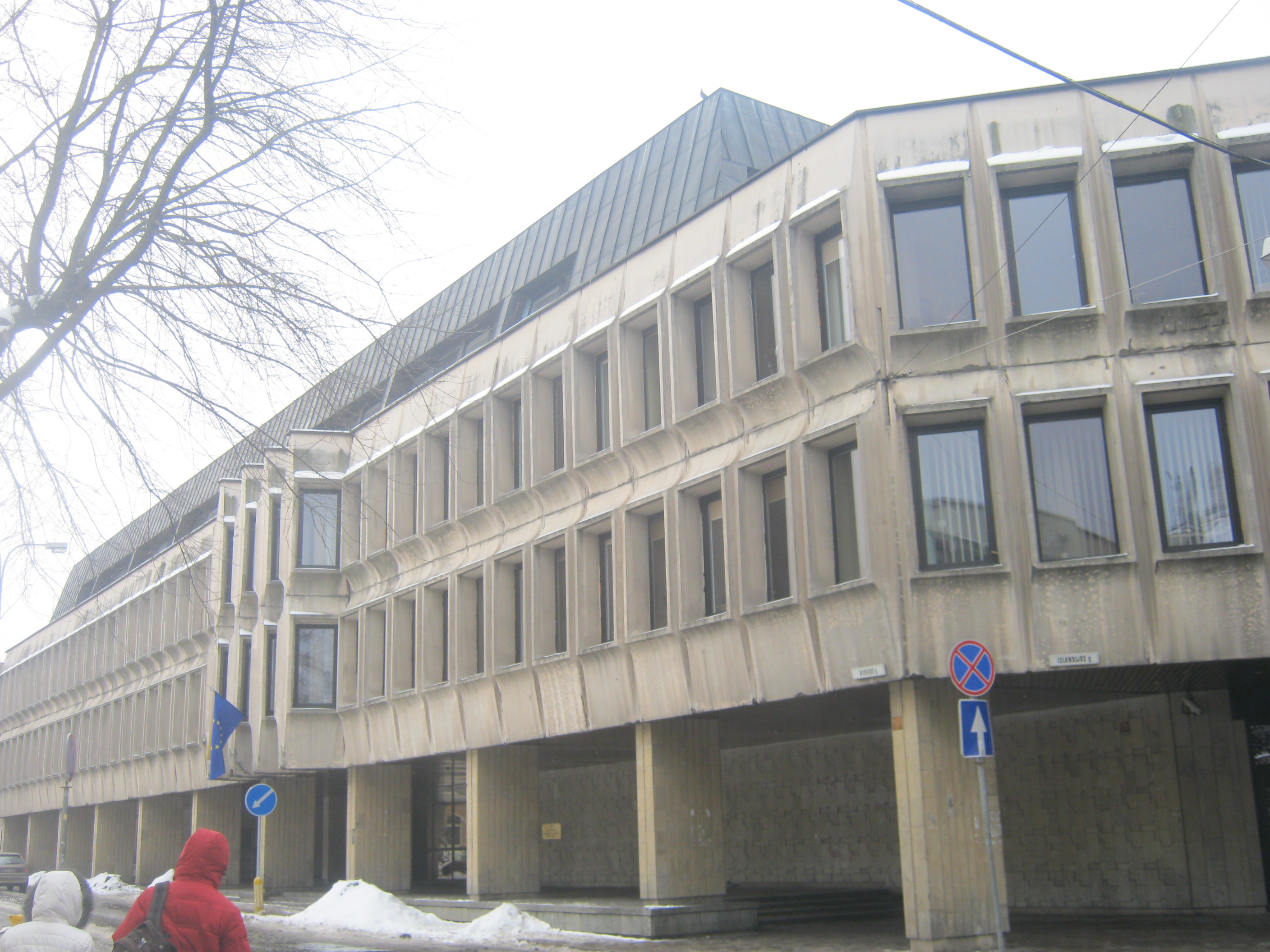
Edifici del Ministeri de Salut de Lituània, a Vílnius.

El Ministeri de Salut de Lituània (en lituà: Lietuvos Respublikos sveikatos apsaugos ministerija) és un dels 14 ministeris del Govern de Lituània. Té la seu a la capital, Vílnius. Les seves operacions estan autoritzades per la Constitució de la República de Lituània, els decrets emesos pel President i el Primer Ministre, i les lleis aprovades pel Seimas (Parlament). La seva missió és la cerca de la unitat nacional i continuar construint un estat de benestar per a tothom, on poder portar una vida digna, còmoda, segura i saludable. Des del 13 de desembre de 2016, el seu ministre és Aurelijus Veryga de la Unió Lituana d'Agricultors i Verds.

## Llista de ministres
|    | Nom i cognom                        | Període                 |
| 1  | Juozas Olekas                       | 23-03-1990 – 2-12-1992  |
| 2  | Vytautas Kriauza                    | 2-12-1992 – 10-03-1993  |
| 3  | Jurgis Brėdikis                     | 10-03-1993 – 10-11-1994 |
| 4  | Antanas Vinkus                      | 10-11-1994 – 4-12-1996  |
| 5  | Juozas Galdikas                     | 4-12-1996 – 25-03-1998  |
| 6  | Laurynas Mindaugas Stankevičius     | 25-03-1998 – 1-06-1999  |
| 7  | Raimundas Alekna                    | 1-06-1999 – 27-10-2000  |
| 8  | Vinsas Janušonis                    | 27-10-2000 – 15-05-2001 |
| 9  | Konstantinas Romualdas Dobrovolskis | 15-05-2001 – 10-03-2003 |
| 10 | Juozas Olekas                       | 10-03-2003 – 29-11-2004 |
| 11 | Žilvinas Padaiga                    | 20-11-2004 – 6-07-2006  |
| 12 | Rimvydas Turčinskas                 | 6-07-2006 – 14-07-2008  |
| 13 | Gediminas Černiauskas               | 14-07-2008 – 28-11-2008 |
| 14 | Algis Čaplikas                      | 12-09-2008 – 10-03-2010 |
| 15 | Raimondas Šukys                     | 10-03-2010 – 13-12-2012 |
| 16 | Vytenis Andriukaitis                | 13-12-2012 – 17-07-2014 |
| 17 | Rimantė Šalaševičiūtė               | 17-07-2014 – 01-03-2016 |
| 18 | Juras Požela                        | 10-03-2016 – 16-10-2016 |
| 19 | Aurelijus Veryga                    | 13-12-2016 – actualitat |